# Солёный (Астраханская область)
Солёный (калм. Давсна) — посёлок в Наримановском районе Астраханской области России, в составе Прикаспийского сельсовета.

## География
Посёлок находится на Прикаспийской низменности к северу от песков Давсна и к северу от федеральной автодороги Астрахань — Элиста.

## История
В 1969 году указом Президиума Верховного Совета РСФСР посёлок фермы № 1 совхоза «Прикаспийский» переименован в Солёный.

## Население
| 2002 | 2010 | 2011 | 2013 | 2014 |
| ---- | ---- | ---- | ---- | ---- |
| 135  | ↘86  | ↗163 | ↘82  | ↗88  |